# Feder (DJ)
Feder (* 5. September 1987 in Nizza; eigentlich Hadrien Federiconi) ist ein französischer Deep-House-DJ und -Produzent.

## Biografie
Hadrien Federiconi stammt ursprünglich aus Nizza und lebt in Paris. Erstmals auf sich aufmerksam machte er mit einem Remix von Can’t Get Away von Sixto Rodriguez vom Soundtrack des Films Searching for Sugar Man. Mit eigenen Internetveröffentlichungen wie C’est lundi und Lordly erreichte er 2014 bei YouTube sechsstellige Aufrufzahlen. Ende 2014 veröffentlichte er dort auch das Stück Goodbye mit der Sängerin Anne-Lyse Blanc. Es wurde zuerst in Osteuropa und der Türkei ein Hit und erschien Anfang 2015 in Frankreich als Single. Nachdem es dort in die Charts eingestiegen und im Internet mehrere Millionen Mal angesehen worden war, wurde es im Frühjahr auch in anderen europäischen Ländern veröffentlicht. Es erreichte Platz eins in Belgien (Wallonie) und nach 16 Wochen auch in Frankreich und kam unter anderem auch in Italien und den deutschsprachigen Ländern in die Charts.

## Diskografie

### EPs
- 2016: Noviembre del 78
- 2017: Breathe
- 2018: Ruily Nais

### Singles
| Jahr | Titel Album     | Höchstplatzierung, Gesamtwochen, AuszeichnungChartplatzierungen (Jahr, Titel, Album, Platzierungen, Wochen, Auszeichnungen, Anmerkungen) | Höchstplatzierung, Gesamtwochen, AuszeichnungChartplatzierungen (Jahr, Titel, Album, Platzierungen, Wochen, Auszeichnungen, Anmerkungen) | Höchstplatzierung, Gesamtwochen, AuszeichnungChartplatzierungen (Jahr, Titel, Album, Platzierungen, Wochen, Auszeichnungen, Anmerkungen) | Höchstplatzierung, Gesamtwochen, AuszeichnungChartplatzierungen (Jahr, Titel, Album, Platzierungen, Wochen, Auszeichnungen, Anmerkungen) | Höchstplatzierung, Gesamtwochen, AuszeichnungChartplatzierungen (Jahr, Titel, Album, Platzierungen, Wochen, Auszeichnungen, Anmerkungen) | Anmerkungen                                                                 |
| Jahr | Titel Album     | FR | BEW | DE | AT | CH | Anmerkungen                                                                 |
| ---- | --------------- | --- | --- | --- | --- | --- | --------------------------------------------------------------------------- |
| 2015 | Goodbye –       | FR1 Gold · (81 Wo.)FR | BEW1 Platin · (31 Wo.)BEW | DE8 Platin · (31 Wo.)DE | AT6 Gold · (31 Wo.)AT | CH1 Platin · (31 Wo.)CH | Erstveröffentlichung: 2. Januar 2015 Verkäufe: + 666.666; feat. Lyse        |
| 2015 | Blind –         | FR5 Platin · (36 Wo.)FR | BEW50 (1 Wo.)BEW | DE78 (5 Wo.)DE | AT39 (9 Wo.)AT | CH25 (16 Wo.)CH | Erstveröffentlichung: 20. November 2015 Verkäufe: + 133.333; feat. Emmi     |
| 2016 | Lordly –        | FR10 Diamant · (35 Wo.)FR | BEW36 (2 Wo.)BEW | — | — | — | Erstveröffentlichung: 26. August 2016 Verkäufe: + 283.333; feat. Alex Aiono |
| 2017 | Back for More – | FR63 Gold · (12 Wo.)FR | — | — | — | — | Erstveröffentlichung: 3. März 2017 Verkäufe: + 66.666; feat. Daecolm        |
| 2017 | Breathe –       | FR39 Platin · (24 Wo.)FR | — | — | — | — | Erstveröffentlichung: 24. November 2017 Verkäufe: + 200.000                 |
| 2018 | Keep Us Apart – | FR118 (11 Wo.)FR | — | — | — | — | Erstveröffentlichung: 13. April 2018 mit Jen Jis feat. Bright Sparks        |
| 2018 | Control –       | FR134 (8 Wo.)FR | — | — | — | — | Erstveröffentlichung: 23. November 2018 feat. Bryce Vine & Dan Caplen       |
| 2021 | Call Me Papi –  | FR179 (3 Wo.)FR | — | — | — | — | Erstveröffentlichung: 25. Juni 2021 mit Ofenbach feat. Dawty Music          |
| 2022 | Strangers –     | FR186 (1 Wo.)FR | — | — | — | — | Erstveröffentlichung: 11. Februar 2022                                      |

Weitere Singles
- 2014: C’est lundi (feat. Kys)
- 2014: Lordly
- 2015: Am I Wrong (feat. Lyse)
- 2017: Blame Me
- 2017: Private Dancer (mit Julian Perretta)
- 2019: Parigo (mit Sadek)
- 2020: Ich liebe Dich (ab Zeile eins)
- 2020: That Girl
- 2020: Cosa fai

### Remixe
- 2013: Sixto (Can’t Get Away von Sixto Rodriguez)

## Auszeichnungen für Musikverkäufe
| Goldene Schallplatte - Polen - 2023: für die Single Goodbye - Spanien - 2015: für die Single Goodbye Platin-Schallplatte - Italien - 2015: für die Single Goodbye - Niederlande - 2015: für die Single Goodbye | 2× Platin-Schallplatte - Polen - 2024: für die Single Lordly |

Anmerkung: Auszeichnungen in Ländern aus den Charttabellen bzw. Chartboxen sind in ebendiesen zu finden.
| Land/RegionAuszeichnungen für Musikverkäufe (Land/Region, Auszeichnungen, Verkäufe, Quellen) | Gold     | Platin     | Diamant  | Verkäufe | Quellen             |
| -------------------------------------------------------------------------------------------- | -------- | ---------- | -------- | -------- | ------------------- |
| Belgien (BRMA)                                                                               | —        | Platin1    | —        | 30.000   | ultratop.be         |
| Deutschland (BVMI)                                                                           | —        | Platin1    | —        | 400.000  | musikindustrie.de   |
| Frankreich (SNEP)                                                                            | 2× Gold2 | 2× Platin2 | Diamant1 | 699.998  | snepmusique.com     |
| Italien (FIMI)                                                                               | —        | Platin1    | —        | 50.000   | fimi.it             |
| Niederlande (NVPI)                                                                           | —        | Platin1    | —        | 30.000   | nvpi.nl             |
| Österreich (IFPI)                                                                            | Gold1    | —          | —        | 15.000   | ifpi.at             |
| Polen (ZPAV)                                                                                 | Gold1    | 2× Platin2 | —        | 125.000  | olis.pl             |
| Schweiz (IFPI)                                                                               | —        | Platin1    | —        | 30.000   | hitparade.ch        |
| Spanien (Promusicae)                                                                         | Gold1    | —          | —        | 20.000   | elportaldemusica.es |
| Insgesamt                                                                                    | 5× Gold5 | 9× Platin9 | Diamant1 |          |                     |